# فهرست مدال‌آوران المپیک در هندبال (مردان)
این مقاله فهرست مدال‌آوران المپیک در هندبال در بخش مردان است.
| بازی‌ها                                 | طلا | نقره | برنز |
| هندبال در بازی‌های المپیک تابستانی ۱۹۳۶ | آلمان (GER) · ویلی باندهولتس · ویلهلم باومان · هلموت برتلود · هلموت براسلمان · ویلهلم برینکمان · گیورگ داشر · کورت دوسین · فریتز فروم · هرمان هانسن · اریش هرمان · هاینریش کایمیگ · هانس کیتر · آلفرد کلینلر · آرتور کنواتس · هاینتس کورورس · کارل کروتسبرگ · ویلهلم مولر · گونتر اورتمان · ادگار راینهارت · فریتس اشپنلر · رودولف اشتال · هانس تایلیخ | اتریش (AUT) · فرانتس بارتل · فرانتس برهمر · فرانتس بیستریکی · فرانتس برونر · یوهان هوشکا · امیل جورکا · فردیناند کیفلر · یوزف کریچی · اتو لیخا · فریدریش ماورر · انتون پروین · زیگفرید پوولنی · زیگفرید پورنر · والتر رایسپ · آلفرد اشمالزر · الویس شنابل · لودویگ شوبرت · یوهان توشر · یاروسلاو وولاک · لئوپولد ووهلراب · فریدریش وورمبروک · یوهان زهیتنر | سوئیس (SUI) · مکس بلش · رولف فاس · بورکهارد گنتنبین · ویلی گیسی · ارلند هرکنرات · ارنست هوفشمید · ویلی هوفشمید · ورنر مایر · گئورگ میشون · ویلی شفر · ورنر شورمن · ادی اشمید · اریش اشمیت · اویگن سیترل · ماکس استریب · روبرت اشتودر · رودولف ویتس                                                        |
| 1948–1968                              | not included in the Olympic program | not included in the Olympic program | not included in the Olympic program |
| هندبال در بازی‌های المپیک تابستانی ۱۹۷۲ | یوگسلاوی (YUG) · اباز آرسلاناگیچ · پتار فایفریچ · هروویه هوروات · میلوراد کارالیچ · جورجه لاورنیچ · میلان لازارویچ · ازدرافکو میلیاک · اسلوبودان میشکوویچ · برانیسلاو پوکرایاتس · نبویشا پوپوویچ · میروسلاو پریبانیچ · آلبین ویدوویچ · زوران ژیوکوویچ · ازدنکو زورکو                                                                                   | چکسلواکی (TCH) · لادیسلاف بنش · فرانتیشک برونا · ولادیمیر هابر · ولادیمیر یاری · ییژی کاوان · آرنوشت کلیمچیک · یاروسلاف کونچنی · فرانتیشک کرالیک · ییندژیخ کرپیندل · وینسنت لافکو · آندری لوکوشیک · پاول میکش · پیتر پوسپیشیل · ایوان ساتراپا · ازدنیک اشکارا · یاروسلاف اشکاروان                                                                          | رومانی (ROU) · اشتفان بیرتالان · ادریان کوما · مارین دان · الکساندرو دینکا · کریستین گاسو · گورژه گرویا · رولاند گانیش · گابریل کیکسید · گیتا لیکو · کرنل پنو · والنتین سمنگی · سایمون شوبل · ورنر استوکل · کنستانتین تودوسی · رادو وینا                                                                  |
| هندبال در بازی‌های المپیک تابستانی ۱۹۷۶ | اتحاد شوروی (URS) · الکساندر آنپیلوگوف · یوگنی چرنیشیوف · آناتولی فدیوکین · والری گاسی · واسیلی ایلین · میخایلو ایشچنکو · یوری کیدیایف · یوری کلیموف · ولادیمیر کرافتسوف · سرگی کوشنیریوک · یوری لاگوتین · ولادیمیر ماکسیموف · اولکساندر رزانوف · نیکولا تومین                                                                                         | رومانی (ROU) · اشتفان بیرتالان · ادریان کوما · چزار درگانیتا · الکساندر فولکر · کریستین گاسو · میرچا گرابووشی · رولاند گانیش · گابریل کیکسید · گیتا لیکو · نیکولای مونتئانو · کرنل پنو · ورنر استوکل · کنستانتین تودوسی · رادو وینا | لهستان (POL) · دزسواو انتچک · یانوش برزوزوفسکی · پیوتر چیسلا · یان گمیرک · آلفرد کاووژینسکی · یژی کلمپل · زیگفرید کوچتا · جرزی ملسر · ریزرد پژبیس · هنریک روزمییک · اندژی سوکوووفسکی · اندژی زیمچاک · میچیسواو وویچک · وودزیمیز زیلینسکی                                                                  |
| هندبال در بازی‌های المپیک تابستانی ۱۹۸۰ | آلمان شرقی (GDR) · هانس-گیورگ بیر · لوتر دورین · گونتر درایبروت · ارنست گرلاخ · کلاوس گرونر · راینر هوفت · هانس-گیورگ یاونیخ · هارموت کروگر · پیتر روست · دیتمار اشمیت · ویلند اشمیت · زیگفرید فوگت · فرانک-میشائیل وال · اینگولف ویگرت | اتحاد شوروی (URS) · الکساندر آنپیلوگوف · ولادیمیر بلوو · یوگنی چرنیشیوف · آناتولی فدیوکین · میخایلو ایشچنکو · الکساندر کارشاکویچ · یوری کیدیایف · ولادیمیر کرافتسوف · سرگی کوشنیریوک · ویکتور ماخورین · وولدماراس نوویسکیس · ولادیمیر رپیف · نیکولا تومین · الکسی ژوک                                                                                      | رومانی (ROU) · اشتفان بیرتالان · یوسف بورش · ادریان کوما · چزار درگانیتا · ماریان دومیترو · کارنل دارائو · الکساندر فولکر · کلودیو یوژن ایونسکو · نیکولای مونتئانو · وسیل استینگا · لوسیان واسیلاچه · نکولای واسیلکا · رادو وینا · ماریکل فینا                                                            |
| هندبال در بازی‌های المپیک تابستانی ۱۹۸۴ | یوگسلاوی (YUG) · زلاتان آرنوتویچ · میرکو باشیچ · یوویتسا الزوویچ · میله ایساکوویچ · پاول یورینا · میلان کالینا · اسلوبودان کوزمانوفسکی · دراگان ملادنوویچ · ازدرافکو راجنوویچ · دومیر رنیچ · برانکو اشترابتس · وسلین وویوویچ · وسلین ووکوویچ · ازدراوکو زوفکو                                                                                          | آلمان غربی (FRG) · یوخن فراتس · توماس هپه · آرنولف مفل · رودیگر نایتسل · میشائل پائول · دیرک راوین · زیگفرید روک · میشائل روت · اولریش روت · مارتین شوالب · اووه شوونکر · توماس اشپرینگل · آندرئاس تیل · کلاوس ولر · ارهارت ووندرلیش | رومانی (ROU) · میرچا بدیوان · دومیترو بربکه · یوسف بورش · الکساندرو بولیگان · گئورگه کوواکو · گورگ داگیسو · ماریان دومیترو · کارنل دارائو · الکساندر فولکر · نیکولای مونتئانو · وسیله اپورا · ادریان سیمیون · وسیل استینگا · نکولای واسیلکا · ماریکل فینا                                                 |
| هندبال در بازی‌های المپیک تابستانی ۱۹۸۸ | اتحاد شوروی (URS) · ویاچسلاف آتاوین · ایگور چوماک · والری گوپین · الکساندر کارشاکویچ · آندری لاوروف · یوری نستروف · وولدماراس نوویسکیس · الکساندر ریمانوف · کونستانین شاروواروف · یوری شوتسوف · گیورگی اسویریدنکو · الکساندر توچکین · آندری تیومنستف · میخائیل واسیلی                                                                                  | کره جنوبی (KOR) · چوی سوک-جائه · کانگ جائه-وون · کیم جائه-هوان · کو سوک-چانگ · لی سانگ-هیو · لیم جین سوک · نو هیون-سوک · اوه یانگ-کی · پارک دو-هون · پارک یونگ-دائه · شم جائه-هونگ · شین یانگ سوک · یون تای-ایل | یوگسلاوی (YUG) · میرکو باشیچ · یوژف هولپرت · بوریس جارک · اسلوبودان کوزمانوفسکی · محمد امیچ · آلوارو ناچینوویچ · گوران پرکوواتس · زلاتکو پورتنر · ایزتوک پوک · رولاندو پوشنیک · دومیر رنیچ · زلاتکو ساراچویچ · عرفان اسماعیلاگیچ · ارمین ولیچ · وسلین وویوویچ                                             |
| هندبال در بازی‌های المپیک تابستانی ۱۹۹۲ | تیم متحد (EUN) · آندری بارباشینسکی · سرگی ببشکو · ایگور چوماک · تالانت دویشبایف · یوری گاوریلوف · والری گوپین · اولگ گربنف · اولگ کیسلیوف · واسیلی کودینوف · آندری لاوروف · ایگور واسیلیف · میخائیل یاکیموویچ | سوئد (SWE) · ماگنوس اندرسون · رابرت اندرسون · اندرس بکگرن · پر کارلن · ماگنوس کاتو · اریک هایاس · رابرت هدین · پاتریک لیلییسترند · علا لیندگرن · ماتس اولسون · استفان اولسون · اکسل شوبلد · تامی سورانی · توماس سونسون · پیر تورسان · ماگنوس ویسلاندر | فرانسه (FRA) · فیلیپ دوبورو · فیلیپ کاردان · دونی لاتو · پاسکال مائه · فیلیپ مدار · گائل موتورل · لوران مونیه · فردریک پرز · آلن پورت · تیری پرو · اریک کنتن · جکسون ریچاردسون · استفان استوئکلن · ژان-لوک تیه‌بو · دونی تریستان · فردریک ول                                                               |
| هندبال در بازی‌های المپیک تابستانی ۱۹۹۶ | کرواسی (CRO) · پاتریک چاوار · والنر فرانکوویچ · اسلاوکو گولوژا · برونو گودلی · ولادیمیر یلچیچ · بوژیدار یوویچ · نناد کیایچ · ونیو لوسرت · والتر ماتوشویچ · زوران میکولیچ · آلوارو ناچینوویچ · گوران پرکوواتس · ایزتوک پوک · زلاتکو ساراچویچ · عرفان اسماعیلاگیچ · ولادیمیر شویستر                                                                      | سوئد (SWE) · ماگنوس اندرسون · رابرت اندرسون · پر کارلن · مارتین فرندشو · اریک هایاس · رابرت هدین · اندریاس لارسون · علا لیندگرن · استفان لوگرن · ماتس اولسون · استفان اولسون · یوهان پترسون · توماس سونسون · توماس سیورتسون · پیر تورسان · ماگنوس ویسلاندر                                                                                                 | اسپانیا (ESP) · تالانت دویشبایف · سالوادور آسکه · آیتور اچابورو · خسوس فرناندس · جائومه فورت · ماتئو گارالدا · رائول گونسالس · رافائل گیخوسا · فرناندو ارناندس · خوزه خاویر اومبرادوس · دمتریو لوسانو · ژوردی نونیس · خسوس اولالا · خواس پرس · اینیاکی اوردانگارین · کاستیو اوردیالس                      |
| هندبال در بازی‌های المپیک تابستانی ۲۰۰۰ | روسیه (RUS) · دمیتری فیلیپوف · ویاچسلاف گورپیشین · اولگ خودکوف · ادوارد کوکشاروف · دنیس کریووشلیکوف · واسیلی کودینوف · استانیسلاف کولینچنکو · دمیتری کوزلف · آندری لاوروف · ایگور لاوروف · سرگی پوگورلوف · پاول سوکوسیان · دمیتری تورگووانوف · الکساندر توچکین · لف وورونین                                                                            | سوئد (SWE) · ماگنوس اندرسون · مارتین بوکیست · مارتین فرندشو · ماتیاس فرانتسن · پیتر گنتزل · اندریاس لارسون · علا لیندگرن · استفان لوگرن · استفان اولسون · یوهان پترسون · توماس سونسون · توماس سیورتسون · پیر تورسان · لوبومیر ورانجس · ماگنوس ویسلاندر | اسپانیا (ESP) · داوید باروفت · تالانت دویشبایف · ماتئو گارالدا · رافائل گیخوسا · دمتریو لوسانو · انریک ماسیپ · ژوردی نونیس · خسوس اولالا · خواس پرس · شاویه اوکالاگان · آنتونیو کارلوس ارتگا · آنتونیو آوگالده · اینیاکی اوردانگارین · کاستیو اوردیالس · آندری شپکین                                      |
| هندبال در بازی‌های المپیک تابستانی ۲۰۰۴ | کرواسی (CRO) · ایوانو بالیچ · داور دومینیکوویچ · میرزا ژومبا · اسلاوکو گولوژا · نیکشا کالب · بلاژنکو لاکوویچ · ونیو لوسرت · والتر ماتوشویچ · پتار متلیچیچ · ولادو شولا · دنیس اشپولیاریچ · گوران اشپرم · ایگور ووری · ودران زرنیچ | آلمان (GER) · مارکوس باور · فرانک فون بهرن · مارک دراگونسکی · هنینگ فریتس · پاسکال هنز · یان-اولاف ایمل · تورستن یانسن · فلوریان کهرمان · اشتفان کرتشمار · کلاوس-دیتر پترسون · کریستیان راموتا · کریستیان شوارتسر · دانیل اشتفان · کریستیان زاتس · فولکر زربه                                                                                              | روسیه (RUS) · میخائیل چیپورین · الکساندر گورباتیکف · ویاچسلاف گورپیشین · ویتالی ایوانف · ادوارد کوکشاروف · الکسی کوستیگوف · دنیس کریووشلیکوف · واسیلی کودینوف · اولگ کولشوف · آندری لاوروف · سرگی پوگورلوف · الکسی راستوورتسف · دمیتری تورگووانوف · الکساندر توچکین                                       |
| هندبال در بازی‌های المپیک تابستانی ۲۰۰۸ | فرانسه (FRA) · لوک آبالو · ژوئل آباتی · سدریک بورده · دیدیه دینار · ژروم فرناندز · برتران ژیل · گیوم ژیل · الیویه ژیرول · میشائل گیگو · نیکولا کاراباتیچ · دائودا کارابوئه · کریستف کمپه · دانیل نارسیس · تیری اومیر · سدریک پاتی | ایسلند (ISL) · استورلا اوژیرسون · آرنور اطلسون · لوگی گیرسون · اسنوری گوجونسون · هریدار گودموندسون · روبرت گونارسون · بیورگوین پال گستاوسون · آشگیر اورن هالگریمسون · اینگیموندور اینگیموندارسون · اسور آندریاس یاکوبسون · الکساندر پترسون · گوژیون والور سیگوراسون · سیگفوس سیگفوردسون · اولاویر استفانسون                                                | اسپانیا (ESP) · داوید باروفت · جون بلائوستگی · داوید دیویس · آلبرتو انتره‌ریوس · رائول انتره‌ریوس · روبن گارابایا · خوانین گارسیا · خوزه خاویر اومبرادوس · دمتریو لوسانو · کریستیان مالماگرو · کارلوس پریه‌تو · آلبرت روکاس · ایکر رومرو · ویکتور توماس                                                      |
| هندبال در بازی‌های المپیک تابستانی ۲۰۱۲ | فرانسه (FRA) · ژروم فرناندز · دیدیه دینار · زاویه باراشه · گیوم ژیل · برتران ژیل · دانیل نارسیس · گیوم ژولی · ساموئل اونروبیا · دائودا کارابوئه · نیکولا کاراباتیچ · تیری اومیر · ویلیام آکامبره · لوک آبالو · سدریک سورئندو · میشائل گیگو | سوئد (SWE) · ماتیاس آندرسون · ماتیاس گوستافسون · کیم اندرسون · جوناس کالمن · مگنوس جرنمیر · نیکلاس اکبرگ · دالیبور دودر · جوناس لارهلم · توبیاس کارلسون · یوهان یاکوبسون · یوهان شوستراند · فردریک پیترسن · کیم اکدال دو ریتز · ماتیاس زاکریسون · آندریاس نیلسون                                                                                           | کرواسی (CRO) · ونیو لوسرت · ایوانو بالیچ · دوماگوج دوونجاک · بلاژنکو لاکوویچ · مارکو کوپلجار · ایگور ووری · یاکوف گوجون · زلاتکو هوروات · دراگو ووکوویچ · دامیر بیژانیچ · دنیس بانتیچ · میرکو آلیوویچ · مانوئل اتلک · ایوان چوپیچ · ایوان نینچویچ                                                         |
| هندبال در بازی‌های المپیک تابستانی ۲۰۱۶ | دانمارک (DEN) · نیکلاس لندین یاکوبسن · مس کریستینسن · مس منسا لارسن · کسپر اولریک مورتنسن · یسبر نوئسبو · ینیک گرین · لاس اسون هنسن · رنه توفت هنسن · هنریک مولگا · کسپر سونه‌گا · هنریک توفت هنسن · میکل هانسن · مورتن اولسن · میکل دمگا | فرانسه (FRA) · اولیویه نیوکاس · دانیل نارسیس · ونسان ژرار · نیکولا کاراباتیچ · کنتن مائه · ماتیو گربی · تیری اومیر · تیموته ان‌گسان · لوک آبالو · سدریک سورئندو · میشائل گیگو · لوکا کاراباتیچ · لودوویچ فابرگاس · آدرین دیپاندا · ولانتن پورت | آلمان (GER) · اووه جنسهایمر · فین لمکه · پاتریک وینسک · توبیاس رایشمن · فابیان وید · سیلویو هاینفتر · هندریک پکلر · استفن وینهولد · مارتین اشتروبل · پاتریک گروتزکی · کای هفنر · آندریاس ولف · یولیوس کون · کریستیان دیزینر · پل دروکس                                                                    |
| هندبال در بازی‌های المپیک تابستانی ۲۰۲۰ | فرانسه (FRA) · لوک آبالو · اوگو دسکا · لودوویچ فابرگاس · یان ژونتی · ونسان ژرار · میشائل گیگو · لوکا کاراباتیچ · نیکولا کاراباتیچ · روما لگرد · کنتن مائه · دیکا مم · تیموته ان‌گسان · ولانتن پورت · ندیم رمیلی · ملوین ریچاردسون · نیکولا تورنا | دانمارک (DEN) · لسه اندرسون · ماتیاس گیدسل · یوهان هانسن · میکل هانسن · یاکوب هولم · امیل یاکوبسن · نیکلاس لندین یاکوبسن · ماگنوس لاندین یاکوبسن · مس منسا لارسن · کوین مولر · هنریک مولگا · مورتن اولسن · ماگنوس ساوگستروپ · لاس اسون هنسن · هنریک توفت هنسن                                                                                              | اسپانیا (ESP) · یولن آگیناگالده · رودریگو کورالس · الکس دویشبائف · رائول انتره‌ریوس · آنخل فرناندس پرس · آدریا فیگراس · آنتونیو گارسیا روبلدو · آلکس گومس · خودئون گواردیولا · ادواردو گوربیندو · خورخه ماکدا · ویران موروس · گونسالو پرس ده وارگاس · میگل سانچس-میگایون · دنیل سارمینتو ملیان · فران سوله |